# Oneida (Kansas)
Oneida és una població dels Estats Units a l'estat de Kansas. Segons el cens del 2000 tenia 70 habitants.

## Demografia
Segons el cens del 2000, Oneida tenia 70 habitants, 25 habitatges, i 18 famílies. La densitat de població era de 117,5 habitants/km².
Dels 25 habitatges en un 40% hi vivien nens de menys de 18 anys, en un 60% hi vivien parelles casades, en un 8% dones solteres, i en un 28% no eren unitats familiars. En el 28% dels habitatges hi vivien persones soles el 20% de les quals corresponia a persones de 65 anys o més que vivien soles. El nombre mitjà de persones vivint en cada habitatge era de 2,8 i el nombre mitjà de persones que vivien en cada família era de 3,5.
Per edats la població es repartia de la següent manera: un 30% tenia menys de 18 anys, un 8,6% entre 18 i 24, un 28,6% entre 25 i 44, un 18,6% de 45 a 60 i un 14,3% 65 anys o més.
L'edat mediana era de 33 anys. Per cada 100 dones de 18 o més anys hi havia 122,7 homes.
La renda mediana per habitatge era de 45.417 $ i la renda mediana per família de 48.750 $. Els homes tenien una renda mediana de 33.125 $ mentre que les dones 23.750 $. La renda per capita de la població era de 16.138 $. Cap de les famílies i el 6,7% de la població estaven per davall del llindar de pobresa.

## Poblacions més properes
El següent diagrama mostra les poblacions més properes.